# یخچال طبیعی یینسوگایتی
یخچال طبیعی یینسوگایتی (انگلیسی: Yinsugaiti Glacier)
بزرگ‌ترین دره یخچال واقع در دامنه شمالی محدوده چین است که بین سین‌کیانگ و پاکستان است. یخچال حدود ۴٫۵ کیلومتر طول دارد و مساحتی برابر با ۳۹۲٫۴ کیلومتر مربع را پوشش می‌دهد.